# 거산초등학교
거산초등학교는 대한민국 충청남도 아산시에 있는 초등학교다.

## 학교 연혁
- 1935년 4월 25일 송남공립보통학교 부설 용두간이학교로 인가
- 1949년 9월 30일 거산국민학교 승격, 송남국민학교에서 분리 개교
- 1955년 7월 10일 현 위치로 4개 교실 준공 이전
- 1966년 3월 1일 12학급 편성 인가
- 1985년 3월 8일 거산국민학교 병설유치원 개원
- 1992년 3월 1일 송남국민학교 거산분교로 격하
- 2005년 3월 1일 거산초등학교로 승격
- 2006년 9월 1일 교장초빙 공모제 학교 지정
- 2009년 4월 22일 교보생명환경문화상 환경교육부문 대상 수상
- 2009년 7월 전원학교 선정
- 2010년 12월 2010 체험학습 우수교 표창(충청남도아산교육지원청)
- 2010년 12월 27일 다목적교실 증축
- 2011년 2월 10일 제62회 졸업(총 2335명)
- 2011년 2월 28일 농산어촌 전원학교 사업 종료(교육과학기술부)
- 2011년 3월 1일 한국문화예술진흥원 공모 '예술꽃 씨앗학교' 선정
- 2014년 3월 1일 6학급 편성(유치원 1학급)

## 참고 자료
- 거산초등학교 - 한국교육학술정보원 학교알리미